# District de Nyíradony
Le district de Nyíradony (en hongrois : Nyíradonyi járás) est un des 10 districts du comitat de Hajdú-Bihar en Hongrie. Créé en 2013, il compte 29 846 habitants et rassemble 9 localités : 7 communes et 2 villes dont Nyíradony, son chef-lieu.
Le prédécesseur de cette entité était le district de Ligetalja (Ligetaljai járás) créé en 1907. Il faisait partie du comitat de Szabolcs jusqu'en 1950. Son chef-lieu était Nyíracsád jusqu'en 1926 puis Nyíradony jusqu'à sa suppression.

## Localités
- Álmosd
- Bagamér
- Fülöp
- Nyíracsád
- Nyíradony
- Nyírmártonfalva
- Nyírábrány
- Újléta
- Vámospércs